# Peter Hollens
Peter Hollens, född 4 mars 1982 i Ashland, Oregon, är en amerikansk musiker. Han har hållit på med a cappella sedan 1999 när han tillsammans med Leo da Silva grundade On The Rocks, en a capella grupp på University of Oregon. Gruppen är känd som den första officiella universitets- a cappellagruppen i Oregon.
Peter Hollens är mest känd för sina a cappella-videor på YouTube. År 2019 hade hans kanal över två miljoner prenumeranter och hans videos hade visats över 300 miljoner gånger.

## Karriär
Hollens har en bachelorexamen i musik, med fokus på sång, från University of Oregon. 
Hollens spelar in och producerar sin musik från sin studio i Eugene, Oregon. Han har också spelat in för Sony och Epic Records.
År 2011 startade han sin egen Youtubekanal där han främst lägger upp musikvideor av covers inspelade med hjälp av flera sångspår. 3 februari 2019 hade han mer än 2,1 miljoner prenumeranter. Sedan 2013 försörjer han sig delvis med hjälp av crowdfunding-platformen Patreon där han också är en "adviser". Han släppte sitt första album 2012.
År 2014 skrev han kontrakt med Sony Masterworks. och släppte sitt första fysiska album den 27 oktober samma år.
Peter Hollens debuterade 2017, tillsammans med sin fru Evynne Hollens, på Broadway i Home for the Holidays som spelades på August Wilson Theatre.

## Familj
Hollens är gift med Evynne Hollens (fd. Smith) som är medgrundare av a cappellagruppen Divisi. Evynne har en egen Youtubekanal där hon lägger upp egna musikvideor, ibland tillsammans med sin man. Tillsammans har de två söner

## Diskografi
- 2012: Hollens
- 2012: Covers (VOL. 1)
- 2012: Covers (VOL. 2)
- 2014: Peter Hollens
- 2016: Misty Mountains: Songs Inspired by the Hobbit and Lord of the Rings
- 2016: A Hollens Family Christmas
- 2017: Covers (VOL. 3)
- 2018: Legendary Folk Songs
- 2018: The Greatest Showman A Cappella

## Priser och utmärkelser
| År   | Pris                                     | Kategori                                                              | Låt                                                          | Resultat  |
| ---- | ---------------------------------------- | --------------------------------------------------------------------- | ------------------------------------------------------------ | --------- |
| 2013 | Contemporary A cappella Recording Awards | Collaborative and Solo Performer Awards/Best Song By A Solo Performer | “Shenandoah" från Covers Vol. 2                              | Vann      |
| 2014 | Contemporary A cappella Recording Awards | Collaborative and Solo Performer Awards/Best Song By A Solo Performer | “I See Fire”                                                 | Vann      |
| 2015 | Game Audio Network Guild Awards          | Best Game Music Cover/Remix Award                                     | "Baba Yetu" (Civilization IV) feat. Malukah                  | Finalist  |
| 2015 | Contemporary A cappella Recording Awards | Collaborative and Solo Performer Awards/Best Folk/World Song          | "Black is the Color of My True Love's Hair" feat. Avi Kaplan | Vann      |
| 2015 | Contemporary A cappella Recording Awards | Collaborative and Solo Performer Awards/Best Pop/Rock Song            | "Dark Horse" feat. Sam Tsui                                  | Nominerad |
| 2016 | Game Audio Network Guild Awards          | Best Game Music Cover/Remix Award                                     | Assassin's Creed Syndicate - "Underground"                   | Vann      |
| 2016 | Contemporary A cappella Recording Awards | Collaborative and Solo Performer Awards/Best Song By A Solo Performer | "Now We Are Free"                                            | Vann      |